# Mick Tingelhoff
Henry Michael „Mick“ Tingelhoff (* 22. Mai 1940 in Lexington, Nebraska; † 11. September 2021) war ein US-amerikanischer American-Football-Spieler. Er spielte von 1962 bis 1978 in der National Football League (NFL) auf der Position des Centers für die Minnesota Vikings. Er wurde sechsmal in den Pro Bowl und 2015 in die Pro Football Hall of Fame gewählt. Für viele Experten gilt Tingelhoff als bester Center seiner Ära.

## Footballkarriere
Nachdem Mick Tingelhoff im Draft 1962 von keinem Team der NFL und AFL gedraftet wurde, kam er als Undrafted Free Agent zu den Minnesota Vikings und unterschrieb als Linebacker einen Vertrag über $11.000. Im Trainingscamp entließ der damalige Head Coach Norm Van Brocklin den Starting Center und stellte stattdessen Tingelhoff auf die Position. Von diesem Zeitpunkt an verpasste er während seinen 17 Saisons als Starting Center keine einzige Partie. Als er nach der Saison 1978 zurücktrat, hatte er mit 240 Starts in Folge hinter Teamkollege Jim Marshall (270 Spiele als Starter) die damals zweitlängste Serie von Starts in der NFL-Geschichte aufzuweisen. Tingelhoff spielte in der erfolgreichsten Zeit der Vikings unter Bud Grant und war einer von 11 Spielern, der in den 1970er Jahren bei allen vier Super Bowl-Teilnahmen der Vikings (IV, VIII, IX, XI) mitspielte. Als Center hatte Mick Tingelhoff die Aufgabe, die Pass-Protection für den als Scrambler (Verlassen der Pocket) bekannten Quarterback Fran Tarkenton zu organisieren. Eine Aufgabe, die er dank seinen Mitspielern Grady Alderman, Milt Sunde, Ron Yary und Ed White und seiner Fähigkeit, die gegnerische Defense richtig zu lesen, hervorragend löste. Mit Joe Schmidt, Ray Nitschke oder Dick Butkus hatte er dabei zum Teil mit Gegenspielern zu tun, die heute alle Mitglieder in der Hall of Fame sind.

## Ehrungen
1980 Tingelhoff wurde in die Nebraska Football Hall of Fame aufgenommen. Sein Name wurde 2001 in den Ring of Honor der Minnesota Vikings aufgenommen. Mit seinen 240 aufeinanderfolgenden Starts und seinen sechs aufeinanderfolgenden Pro Bowl Teilnahmen, erwartete man, dass er auch schnell in die Hall of Fame aufgenommen wird. Da er jedoch keinen Super Bowl gewann, wurde er erst 37 Jahre nach seinem Rücktritt vom Senior Committee nominiert und 2015 in die Pro Football Hall of Fame aufgenommen.